# Mrs McGinty est morte
Mrs. Mac Ginty est morte
Pour le téléfilm, voir Mrs McGinty est morte (téléfilm).
Mrs McGinty est morte (titre original : Mrs McGinty's Dead) est un roman policier d'Agatha Christie publié en février 1952 aux États-Unis, la même année au Royaume-Uni, et en 1953 en France.
Le roman met en scène une enquête d'Hercule Poirot. Le détective reçoit la visite d'un vieil ami, le commissaire Spence, qui a mené une enquête sur le meurtre d'une femme de ménage, Mme McGinty. Un suspect, James Bentley, a été interpellé et, compte tenu des preuves apparemment accablantes à son égard, il a été reconnu coupable par la cour d'assises et condamné à mort. Toutefois le policier n’est pas satisfait du verdict et une petite voix intérieure lui suggère que James Bentley pourrait être innocent. Il demande à Poirot d'enquêter afin d'éviter une éventuelle erreur judiciaire. Après que Poirot eut commencé son enquête, il apparaît que Mme Upward, une autre vieille dame et employeur de Mme McGinty, croit reconnaître un visage sur une vieille photographie. Peu de temps après avoir confié son sentiment à Poirot, elle est assassinée à son tour. Poirot va donc tenter de découvrir le ou la coupable des deux meurtres.
Le personnage secondaire d'Ariadne Oliver apparaît dans le roman et y apporte une touche humoristique. Comme à son habitude elle se ridiculise et notamment se trompe sur l’identité du coupable.

## Principaux personnages
- Victimes
  - Abigail McGinty : femme de ménage, environ 60 ans.
  - Laura Upward : retraitée ; employeur de Mme McGinty.

- Enquêteurs
  - Hercule Poirot.
  - Commissaire Albert Spence.
  - Ariadne Oliver, romancière à succès.

- Suspects (par ordre d'apparition au cours de l'enquête)
  - James Bentley : suspect idéal jugé coupable et condamné à mort.
  - Maureen Summerhayes : hôtelière de Long Meadows chez qui loge Poirot.
  - John (« Johnnie ») Summerhayes : époux de Maureen Summerhayes ; hôtelier de Long Meadows chez qui loge Poirot.
  - Bessie Burch : nièce et héritière de Mme McGinty.
  - Joe Burch : époux de Bessie Burch.
  - M. Scuttle : ancien employeur de James Bentley.
  - Maude Williams : employée chez M. Scuttle ; elle semble aimer secrètement James Bentley.
  - Mme Sweetiman : postière du village.
  - Edna Sweetiman : adolescente ; fille de Mme Sweetiman.
  - Andrew Rendell : médecin ; employeur de Mme McGinty.
  - Shelagh Rendell : épouse du Dr Andrew Rendell ; employeur de Mme McGinty.
  - Roger Wetherby : employeur de Mme McGinty.
  - Edith Henderson-Wetherby : épouse de Roger Wetherby ; employeur de Mme McGinty.
  - Deirdre Henderson : fille d'Edith Henderson-Wetherby.
  - Robin Upward : fils de Laura Upward ; dramaturge.
  - Guy Carpenter : homme politique ; chef d'entreprise ; employeur de Mme McGinty.
  - Eve Carpenter : épouse de Guy Carpenter ; employeur de Mme McGinty.

## Résumé
Le récit est composé de 27 chapitres de longueurs différentes, divisés en sous-chapitres, ainsi que d'un épilogue.
- Mise en place de l'intrigue (chapitres 1 à 3)

Ayant eu à traiter une affaire criminelle récemment, celui du meurtre d'une femme de ménage (Mme McGinty), le commissaire Spence pensait avoir trouvé le coupable en la personne d'un pauvre type, James Bentley, qui aurait tué la vieille dame, sa logeuse, d'un violent coup à la tête avant de lui dérober les économies qu'elle cachait sous une lame de parquet.
L'homme s'est très mal défendu durant l'enquête et devant la cour d'assises ; il avait le mobile (vol de l'argent) et les moyens, et n'avait aucun alibi. Bentley a été déclaré coupable par le jury de la cour d'assises et condamné à mort. Néanmoins le commissaire est honnête et consciencieux : il ne croit pas Bentley coupable, mais ne saurait dire pourquoi. Il « sent » que la solution Bentley est trop facile et que les services de police ont fait fausse route ; il craint l'erreur judiciaire et la pendaison d'un innocent.
Il vient alors consulter Hercule Poirot, qui goûte une retraite trop tranquille, afin que celui-ci reprenne l'enquête depuis le début.
- Début de l'enquête d'Hercule Poirot (chapitres 4 à 9)

L'enquête a lieu à « Broadhinny », près de « Kilchester » (lieux fictifs).
Poirot commence son enquête. Il apprend par hasard en interrogeant Mme Sweetiman, la postière du village, que quelques jours avant sa mort, Mme McGinty avait acheté un flacon d'encre pour écrire un courrier (elle qui n'en écrivait jamais).
En fouillant dans les affaires de la défunte, conservées par sa nièce et héritière Bessie Burch, Poirot découvre que Mme McGinty avait découpé et précieusement conservé un article paru dans le Sunday Comet, un magazine populaire relatant des meurtres anciens et des femmes accusées de meurtres ou de complicité. Ces femmes s'appelaient : Eva Kane, Janice Courtland, Vera Blake. Une autre personne était évoquée, Lily Gamboll, une « pauvre victime innocente ».
Mme McGinty n'aurait-elle pas découvert que l'une des personnes indiquées dans l'article vivait dans le petit village ? Elle, qui est femme de ménage, n'aurait-elle pas reconnu l'épouse de l'un de ses employeurs ?
Poirot rencontre ensuite les anciens employeurs de Mme McGinty : la famille Rendell et la famille Wetherby-Henderson.
- Arrivée d'Ariadne Oliver et poursuite de l'enquête (chapitres 10 à 16)

Alors que Poirot s'apprête à rencontrer Mme Laura Upward, qui avait aussi été l'employeur de Mme McGinty, il a la surprise de rencontrer Ariadne Oliver, la célèbre romancière. Elle est venue à Kilchester pour y rencontrer le jeune dramaturge Robin Upward, fils de Mme Upward. Le jeune homme l’a contactée quelques semaines auparavant pour adapter au théâtre l'un de ses romans policiers. Ariadne Oliver a accepté l'offre et travaille avec le jeune homme.
Poirot pose quelques questions à Mme Upward et à son fils, puis continue son enquête auprès des derniers employeurs connues de Mme McGinty : les époux Carpenter.
Le détective fait le point avec le commissaire Spence et s'apprête à retourner à Kilchester et Broadhinny. Alors qu'il est sur le quai de la gare et que le train arrive, il est violemment projeté sur les rails ; il doit la vie sauve à un voyageur qui le retient par le col. Poirot est persuadé que quelqu'un a voulu le tuer pour empêcher son enquête d'aboutir.
Pour sa part, Ariadne Oliver déclare à Hercule Poirot qu'elle sait qui est le coupable : le docteur Rendell.
Lors d'une soirée, Mme Upward laisse entendre à Poirot, devant divers témoins, qu'elle pense savoir qui est Lily Gamboll, l'une des femmes citées dans l'article du Sunday Comet, mais refuse d'en dire plus.
Mme McGinty a été tuée par un objet lourd et contondant, apparemment un hachoir ou un outil dans ce genre. Poirot découvre effectivement l'arme du crime, en l'occurrence un « marteau à sucre », dans la maison des Summerhayes dans laquelle il loue une chambre. Mais la solution semble trop simple, et d'ailleurs les Summerhayes ont acheté ce marteau à sucre lors d'une vente de charité quelques semaines auparavant. La découverte de cet ustensile n'amène donc à aucun résultat décisif.
Qui donc pourrait être le tueur ? Une des femmes citées dans l'article du Sunday Comet ? Son époux actuel ? Un fils ou une fille d'une des femmes ? Et quel pourrait être le mobile du meurtre ? La vengeance ? La peur de la découverte d'une vérité dérangeante ? Ou alors s'agissait-il d'impliquer seulement James Bentley, dont quelqu'un aurait voulu la condamnation et la mort ?
Poirot propose à Maude Williams, qui aime en secret James Bentley, de se faire embaucher comme bonne à tout faire au domicile des Wetherby afin de les espionner. La jeune femme accepte.
- Second meurtre et continuation de l'enquête (chapitres 17 à 24)

Alors que son fils Robin part en soirée avec Ariadne Oliver, Mme Upward reste seule à son domicile.
Lorsque Robin et Ariadne Oliver retournent au cottage, Mme Oliver découvre la vieille dame étranglée. Une tasse de thé portant des traces de rouge à lèvre est retrouvée, donnant à penser que la victime avait eu dans la soirée un rendez-vous avec une femme. De plus une odeur de parfum onéreux peut être senti dans la pièce.
Cette fois-ci, le doute n'est plus permis, il y a bien un (ou une) assassin dangereux dans le village, et Bentley était vraiment innocent. Le problème est qu'avant de mourir, Mme Upward avait invité trois femmes à venir la voir chez elle. Une adolescente, Edna Sweetiman, affirme qu'elle a vu entrer au domicile de Mme Upward, le soir de son assassinat, une « femme blonde ». Or parmi les suspects figurent justement trois femmes blondes : Maude Williams, Shelagh Rendell et Eve Carpenter.
Quand Poirot rend visite à James Bentley pour le rassurer sur l’enquête en cours, le jeune homme ne lui apprend rien d'important, si ce n'est qu'il est attiré, non pas par Maude Williams, mais par Deirdre Henderson.
Par ailleurs, Poirot se pose la question de savoir si Mme Upward ne lui aurait pas menti en évoquant le nom de Lily Gamboll, et si en réalité elle pensait à un autre nom et n'avait évoqué cette identité que pour égarer le détective.
On trouve dans la bibliothèque de Mme Upward un livre avec un nom écrit à l'intérieur : « Evelyn Hope ». Ce nom est-il celui d'une des femmes de l'article du Sunday Comet ?
- Dénouement et révélations finales (chapitres 25 à 27 ; épilogue)

Réunissant tous les suspects, Hercule Poirot expose ses déductions.
Il lui a paru évident que les deux meurtres étaient liés, et que l'assassin a tué Mme Upward pour se protéger des révélations que la vieille dame pourrait faire. Le crime « principal » est donc celui de Mme McGinty, qu'il convient de résoudre en priorité, et celui de Mme Upward est le crime « secondaire » commis pour se protéger.
Il lui a paru évident aussi que les Summerhayes n'étaient pas les coupables, faute de mobile, et le marteau à sucre n'était pas une preuve à leur égard.
Poirot a, en fait, découvert que Robin Upward n'était pas le fils biologique de Mme Upward et qu'il avait été adopté par la vieille dame quelques années auparavant. Il n'avait jamais révélé à Mme Upward la vérité sur sa mère et avait prétendu qu'elle était morte dans des circonstances dramatiques. Venu d'Australie, il était le fils de Vera Kane, la célèbre meurtrière. Quand il a appris que Mme McGinty avait découvert une vieille photographie d'Eva Kane dans ses affaires et qu’elle avait fait le lien avec l’article du Sunday Comet, il a pris peur que sa mère adoptive, Mme Upward, découvre la vérité et ne renonce à l'adoption en sollicitant en justice sa caducité. Il avait donc tué Mme McGinty pour l’empêcher de parler et avait fait en sorte de disséminer des indices accusant James Bentley. Lors de l’enquête de Poirot, quand il avait découvert que sa mère adoptive avait fait, ou risquait de faire, la même découverte, il l'avait tuée pour fermer la bouche à un témoin potentiel et percevoir l'héritage de la vieille dame.
À la suite des accusations de Poirot, Robin Upward, dont le vrai nom est Evelyn Hope, avoue les deux meurtres.
Poirot découvre enfin que Maude Williams n'est pas amoureuse de James Bentley. En réalité, elle est la fille d'une victime de Vera Kane et elle avait enquêté pour retrouver celle-ci. Elle avait entendu parler du fils de la meurtrière, ce fils s'appelant « Evelyn Hope ». Elle avait continué son enquête qui l'avait amenée sur les pas de Robin Upward. Elle avait cru que Vera Kane était toujours vivante et s'appelait Laura Upward. Elle avait fait croire à Poirot qu'elle était amoureuse de James Bentley pour être associée à la nouvelle enquête.

## Titre du roman
La première traduction française de ce roman en 1953 dans la collection  Le Masque par Michel Le Houbie avait modifié le nom contenu dans le titre original, « Mrs McGinty » devenant « Mrs Mac Ginty ». Michel Le Houbie avait en outre fait suivre le titre de points de suspension. À la réédition du roman en 1963, dans la collection Le Club des Masques, les points de suspension avaient disparu et « Mrs » était devenu « mrs ». Il a fallu attendre 1996 et la nouvelle traduction du roman par Janine Lévy pour que le nom original (McGinty) et son prédicat (Mrs) soient rétablis, sans toutefois traduire « Mrs » en « Mme ».

## Autour du roman
- Dans le roman, Ariadne Oliver évoque « l'affaire Shaitana », où elle avait rencontré Hercule Poirot pour la première fois.
- Mme Oliver retrouvera Poirot ultérieurement dans Poirot joue le jeu.
- Le roman Une mémoire d'éléphant (1972) évoquera à deux reprises le roman Mrs McGinty est morte ; le commissaire Albert Spence, qui était un personnage important dans ce roman, apparaîtra encore dans le roman Une mémoire d'éléphant, avec un rôle mineur.
- Un roman censé avoir été écrit par Ariadne Oliver, intitulé Le Deuxième Poisson rouge, est évoqué au chapitre 12 de Mrs McGinty est morte ; cette œuvre fictive sera de nouveau évoquée au chapitre premier de Une mémoire d'éléphant.

## Éditions
- Revue
  - Première publication en revue, aux États-Unis, en 1951[1].

- Romans
  - (en) Mrs McGinty's Dead, New York, Dodd, Mead and Company, février 1952, 243 p.
  - (en) Mrs McGinty's Dead, Londres, Collins Crime Club, 3 mars 1952, 192 p.
  - (en) Blood Will Tell, New York, Detective Book Club, 1952, 180 p. (titre alternatif américain)
  - Mrs. Mac Ginty est morte  (trad. Michel Le Houbie), Paris, Librairie des Champs-Élysées, coll. «  Le Masque » (no 458), 1953, 243 p. (BNF 32368050)
  - Mrs McGinty est morte (trad. Janine Lévy), dans : L'Intégrale : Agatha Christie  (préf. Jacques Baudou), t. 9 : Les années 1949-1953, Paris, Librairie des Champs-Élysées, coll. « Les Intégrales du Masque », 1996, 1214 p. (ISBN 2-7024-2318-3, BNF 35805681)

## Adaptations
- 1964 : Lady détective entre en scène (Murder Most Foul), film britannique en noir et blanc de George Pollock. L'adaptation comporte de nombreuses différences avec le roman original, dont le remplacement des personnages d'Hercule Poirot et Ariadne Oliver par celui de Miss Marple joué par Margaret Rutherford ;
- 2006 : Mrs McGinty's Dead, feuilleton radiophonique de BBC Radio 4 ;
- 2008 : Mrs McGinty est morte (Mrs McGinty's Dead), téléfilm de la série britannique Hercule Poirot d'ITV (épisode 11.01), avec David Suchet dans le rôle du détective belge et Zoë Wanamaker  dans celui d'Oliver.
- 2015 : Mademoiselle McGinty est morte, téléfilm de la série française Les Petits Meurtres d'Agatha Christie de France 2 (épisode 2.10). Les personnages d'Hercule Poirot et d'Ariadne Oliver y sont absents, remplacés par le trio formé du commissaire Laurence, de la journaliste Alice Avril et de la secrétaire Marlène Leroix, respectivement joués par Samuel Labarthe, Blandine Bellavoir et Élodie Frenck.